# Olmsted County

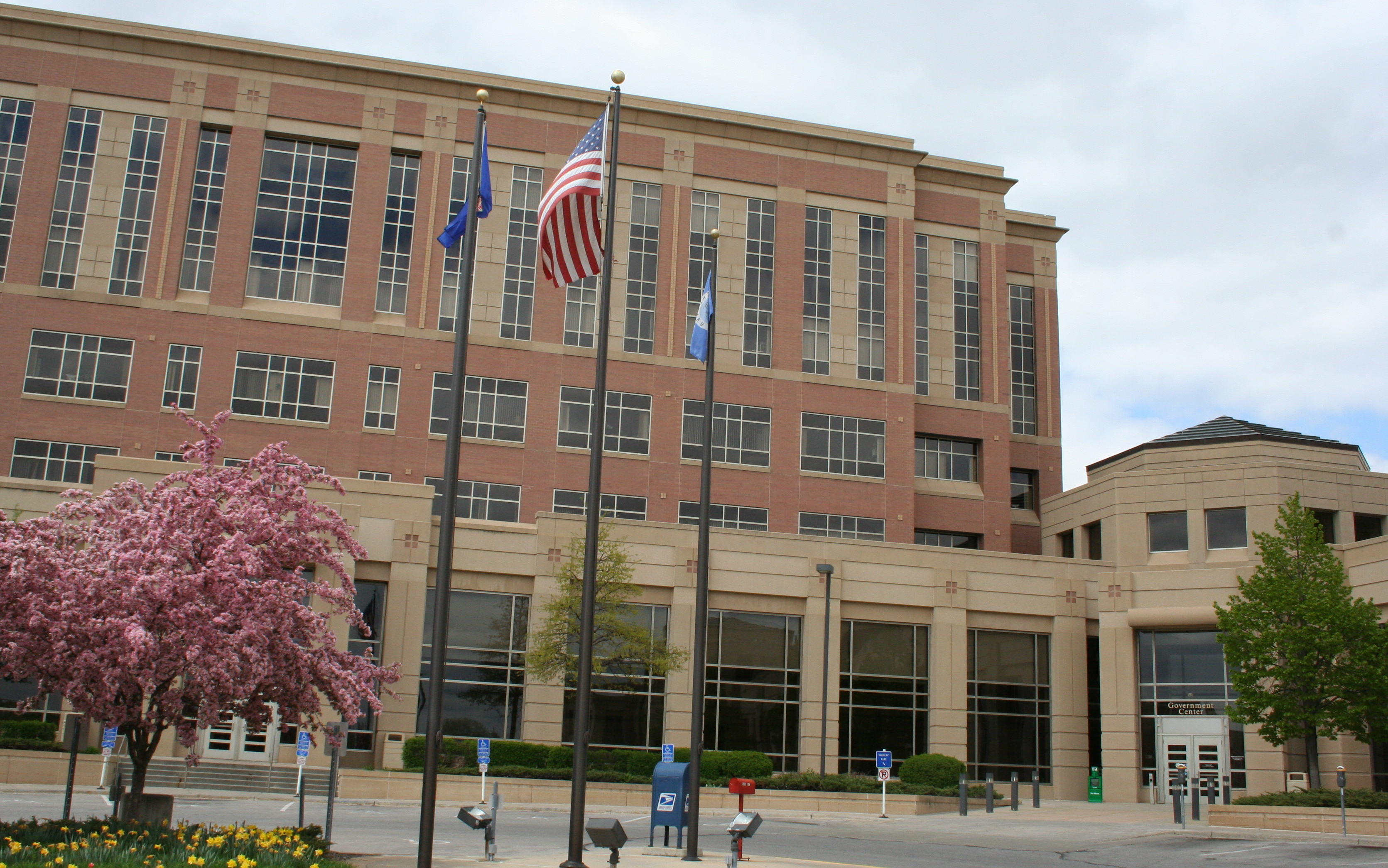
Das Olmsted County Government Center in Rochester

Das Olmsted County ist ein County im US-amerikanischen Bundesstaat Minnesota. Im Jahr 2020 hatte das County 162.847 Einwohner und eine Bevölkerungsdichte von 96,3 Einwohnern pro Quadratkilometer. Der Verwaltungssitz (County Seat) ist Rochester.

## Geografie
Das County liegt fast im Südosten von Minnesota. Es hat eine Fläche von 1695 Quadratkilometern, wovon vier Quadratkilometer Wasserfläche sind. An das Olmsted County grenzen folgende Nachbarcountys:
| Goodhue County | Wabasha County  |               |
| Dodge County   |                 | Winona County |
| Mower County   | Fillmore County |               |

## Geschichte
Das Olmsted County wurde am 20. Februar 1855 aus Teilen des Fillmore County, Rice County und Wabasha County gebildet. Benannt wurde es nach David Olmsted (1822–1861), dem ersten Bürgermeister von Saint Paul.
Ein Ort im Olmsted County hat den Status einer National Historic Landmark, das Plummer Building. 25 Bauwerke und Stätten des Countys sind insgesamt im National Register of Historic Places eingetragen (Stand 31. Januar 2018).

## Demografische Daten

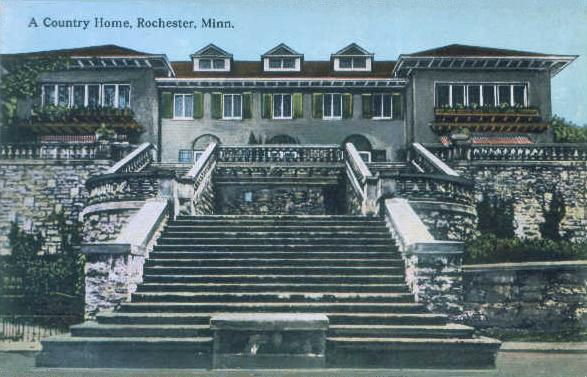
Mayowood Mansion, gelistet im NRHP

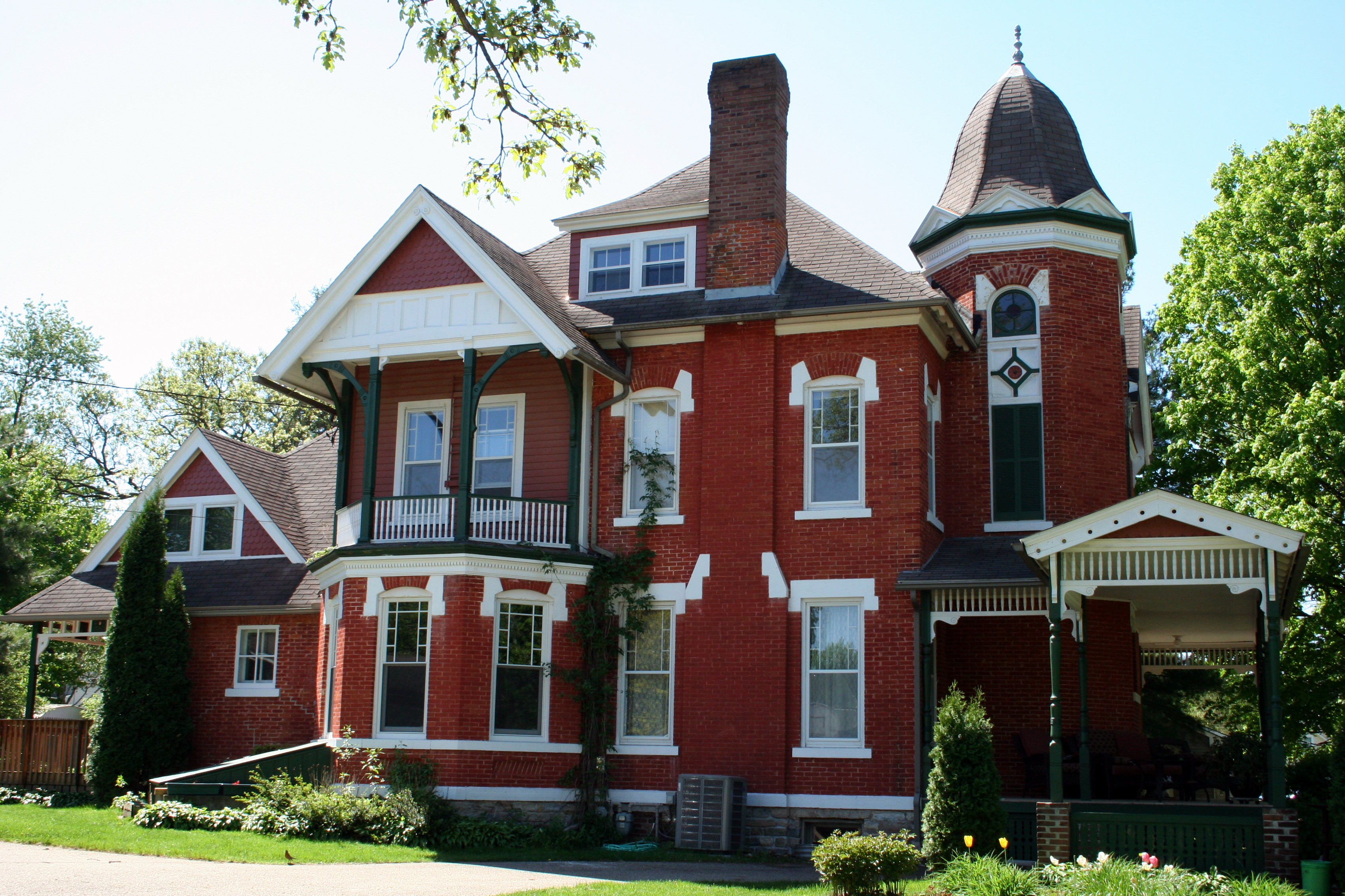
Milo White House, gelistet im NRHP

Nach der Volkszählung im Jahr 2010 lebten im Olmsted County 144.248 Menschen in 56.601 Haushalten. Die Bevölkerungsdichte betrug 85,3 Einwohner pro Quadratkilometer. In den 56.601 Haushalten lebten statistisch je 2,47 Personen.
Ethnisch betrachtet setzte sich die Bevölkerung zusammen aus 87,0 Prozent Weißen, 5,0 Prozent Afroamerikanern, 0,3 Prozent amerikanischen Ureinwohnern, 5,6 Prozent Asiaten, 0,1 Prozent Polynesiern sowie aus anderen ethnischen Gruppen; 2,0 Prozent stammten von zwei oder mehr Ethnien ab. Unabhängig von der ethnischen Zugehörigkeit waren 4,3 Prozent der Bevölkerung spanischer oder lateinamerikanischer Abstammung.
25,0 Prozent der Bevölkerung waren unter 18 Jahre alt, 62,1 Prozent waren zwischen 18 und 64 und 12,9 Prozent waren 65 Jahre oder älter. 51,1 Prozent der Bevölkerung war weiblich.

Das jährliche Durchschnittseinkommen eines Haushalts lag bei 66.202 USD. Das Pro-Kopf-Einkommen betrug 33.850 USD. 8,1 Prozent der Einwohner lebten unterhalb der Armutsgrenze.

## Ortschaften im Olmsted County
Citys
| - Byron - Chatfield1 - Dover - Eyota | - Oronoco - Pine Island2 - Rochester - Stewartville |

Unincorporated Communities
| - Chester - Cummingsville - Danesville3 - Douglas - Genoa | - High Forest - Pleasant Grove - Post Town - Potsdam - Predmore | - Ringe - Salem Corners - Shanty Town - Simpson - Viola |

1 – teilweise im Fillmore County

2 – teilweise im Goodhue County

3 – teilweise im Dodge County

## Gliederung
Das Olmsted County ist neben den acht Citys in 18 Townships eingeteilt:
| Township             | Einwohner (2010) | FIPS     |
| -------------------- | ---------------- | -------- |
| Cascade Township     | 2815             | 27-10180 |
| Dover Township       | 389              | 27-16282 |
| Elmira Township      | 354              | 27-18962 |
| Eyota Township       | 464              | 27-20132 |
| Farmington Township  | 444              | 27-20636 |
| Haverhill Township   | 1495             | 27-27692 |
| High Forest Township | 976              | 27-28880 |
| Kalmar Township      | 1046             | 27-32282 |
| Marion Township      | 3653             | 27-40616 |

| Township                | Einwohner (2010) | FIPS     |
| ----------------------- | ---------------- | -------- |
| New Haven Township      | 1184             | 27-45610 |
| Orion Township          | 592              | 27-48526 |
| Oronoco Township        | 2220             | 27-48616 |
| Pleasant Grove Township | 806              | 27-51550 |
| Quincy Township         | 339              | 27-52792 |
| Rochester Township      | 1629             | 27-54898 |
| Rock Dell Township      | 647              | 27-54988 |
| Salem Township          | 1086             | 27-58234 |
| Viola Township          | 589              | 27-67270 |

## Religion
Olmsted County liegt im Gebiet des katholischen Bistums Winona-Rochester. St. Johannes Evangelist (Rochester) ist die Konkathedrale dieses Bistums.